# Nové Hutě
Nové Hutě, Duits: Kaltenbach, is een gemeente in Tsjechië, 130 km ten zuidzuidwesten van Praag en minder dan tien kilometer van de grens met Duitsland. De meeste huizen zijn als vakantiehuis in gebruik.
Nové Hutě is in 1840 ontstaan en in de 19e eeuw werd er een glasfabriek gebouwd. Nové Hutě had 1724 overwegend Duitstalige inwoners, Sudeten-Duitsers in 1930, maar die zijn na de Tweede Wereldoorlog verdreven. Nové Hutě telde 105 inwoners in 2024.

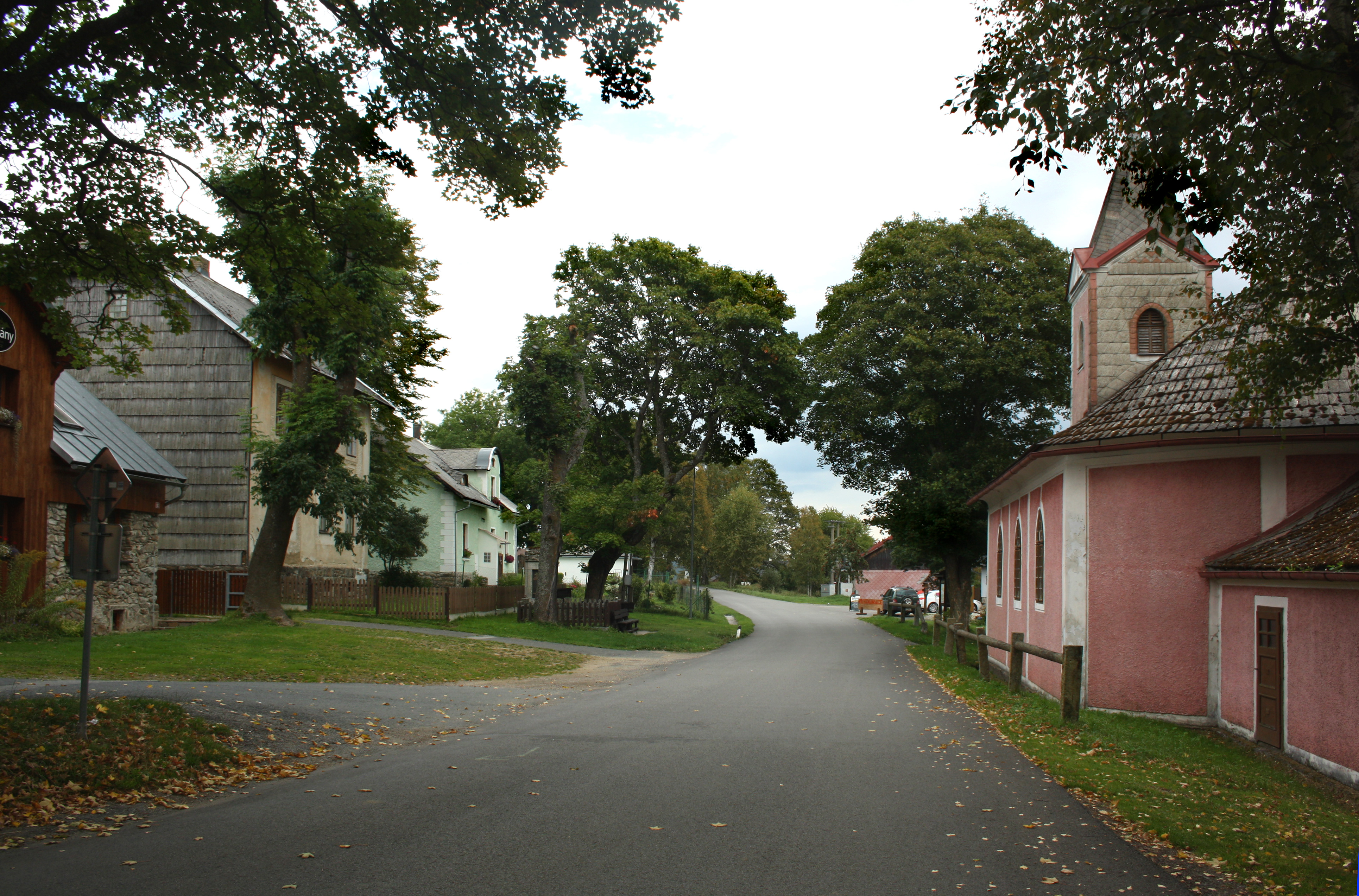

Babice ·
Bohumilice ·
Bohunice ·
Borová Lada ·
Bošice ·
Budkov ·
Buk ·
Bušanovice ·
Čkyně ·
Drslavice ·
Dub ·
Dvory ·
Horní Vltavice ·
Hracholusky ·
Husinec ·
Chlumany ·
Chroboly ·
Chvalovice ·
Kratušín ·
Křišťanov ·
Ktiš ·
Kubova Huť ·
Kvilda ·
Lažiště ·
Lčovice ·
Lenora ·
Lhenice ·
Lipovice ·
Lužice ·
Mahouš ·
Malovice ·
Mičovice ·
Nebahovy ·
Němčice ·
Netolice ·
Nicov ·
Nová Pec ·
Nové Hutě ·
Olšovice ·
Pěčnov ·
Prachatice ·
Radhostice ·
Stachy ·
Stožec ·
Strážný ·
Strunkovice nad Blanicí ·
Svatá Maří ·
Šumavské Hoštice ·
Těšovice ·
Tvrzice ·
Újezdec ·
Vacov ·
Vimperk ·
Vitějovice ·
Vlachovo Březí ·
Volary ·
Vrbice ·
Záblatí ·
Zábrdí ·
Zálezly ·
Zbytiny ·
Zdíkov ·
Žárovná ·
Želnava ·
Žernovice